# Sayonara Loreley

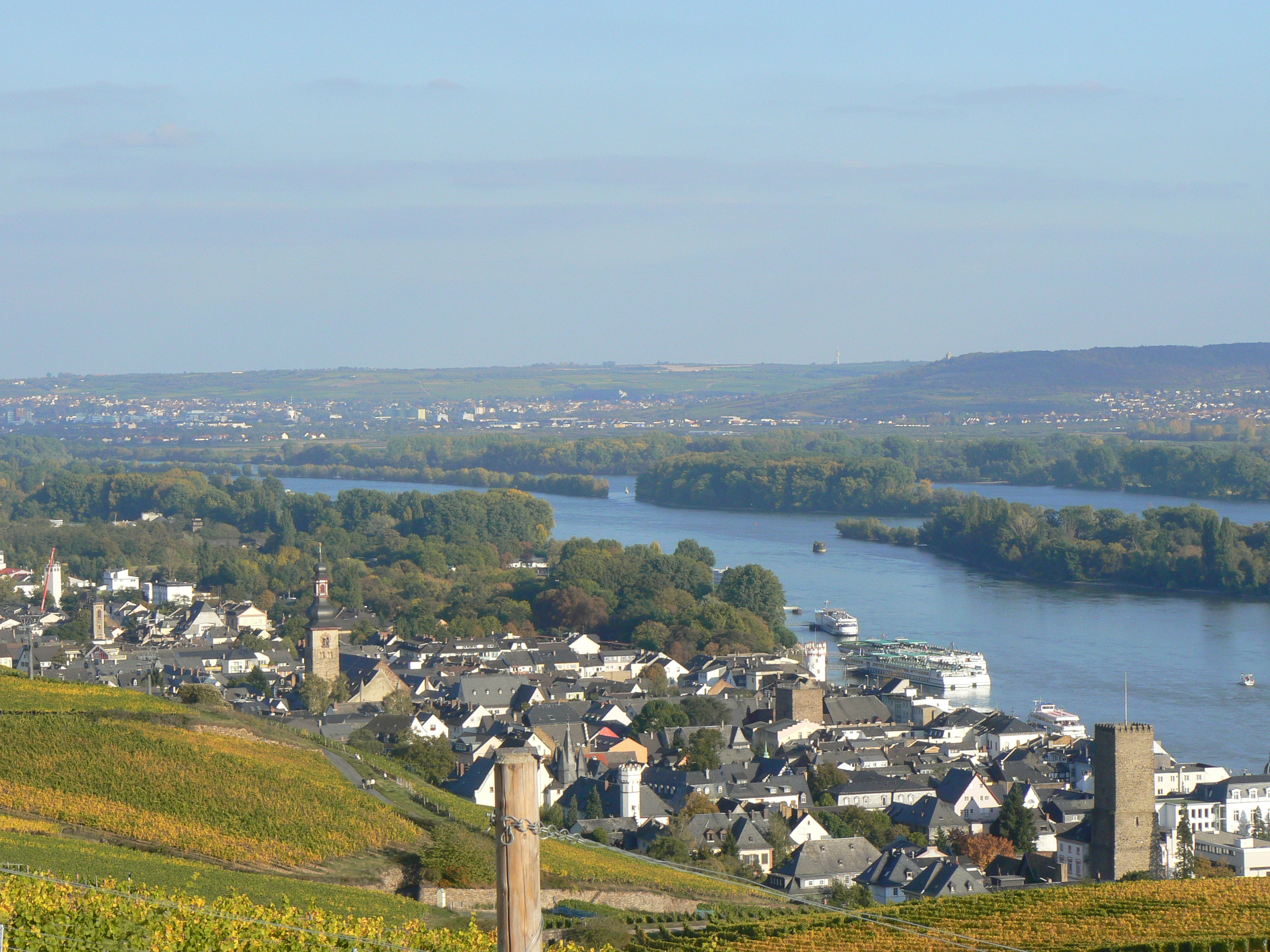
Statt in Tokio landet Marie in Rüdesheim am Rhein

Sayonara Loreley (Verweistitel: Sayonara Loreley – Wiedersehen in Rüdesheim) ist ein deutscher Fernsehfilm von Wolfgang Murnberger aus dem Jahr 2022. In der Hauptrolle spielt Katharina Marie Schubert eine Frau, die nach der Absage einer lange geplanten Reise in Rüdesheim strandet. Premiere war am 24. August 2022 als Eröffnungsfilm des Festival des deutschen Films in Ludwigshafen. Im Fernsehen wurde der Film am 9. Juni 2023 im Ersten ausgestrahlt.

## Handlung
Marie Werner arbeitet im Geschäft ihrer Mutter Gisela in einem kleinen Ort im Hunsrück auf Minijobbasis, nachdem sie in Folge einer Privatinsolvenz wieder zu ihr ziehen musste. Jetzt steht eine langersehnte Reise nach Tokio an, wo Marie mit ihrem Frauenchor ein paar Auftritte haben wird. Dass dafür das Geschäft für zwei Wochen schließen muss, während Gisela ihre jährliche Kur macht, ist für die Mutter ein Affront. Sie fällt nach einem Telefonat mit ihrer Tochter in ihrer Erregung ins Koma, sodass Marie beim Start ihrer Reise noch auf dem Weg zum Flughafen umkehren muss, um zu ihrer Mutter in ein Kloster in der Nähe von Rüdesheim zu fahren.
Die Stadt an Rhein stellt Marie vor einige Herausforderungen. Aufgrund einer Veranstaltung findet sie keinerlei Übernachtungsmöglichkeiten, dann prellt der frisch kennengelernte japanische Geschäftsmann Tanaka auch noch die Zeche, sodass Marie auf einer Bank in einem Lokal nächtigen muss. Am nächsten Morgen stellt sie fest, dass ihre Geldkarte gesperrt ist und ihr Koffer mittlerweile in Tokio ist, sodass sie vorübergehend völlig mittellos ist. Sie lernt nach dem erneuten Besuch bei Gisela im Kloster die Backwaren ausfahrende Ukrainerin Krystina kennen, die ihr hilft und die sie bei sich und ihrem Freund Kalil aufnimmt. Krystina hatte aufgrund des Kriegs ihr Heimatland samt Sohn verlassen und spart jetzt ihr Geld für eine bessere Zukunft.
Marie versucht, Tanaka zu finden, um das Geld zurückzufordern. Schließlich findet sie ihn und seine windigen Geschäftsfreunde. Sie stellen allerdings fest, dass der Wirt sie beide betrogen hat, und holen das Geld von ihm zurück. Sie fahren auch mit Marie zu Gisela, die plötzlich aus dem Koma erwacht ist. Marie kauft am nächsten Tag ein paar Geschenke für Krystina und deren Sohn und sie feiern gemeinsam. Wenig später verlässt Kalil Krystina und macht sich mit ihrem ersparten Geld davon. Marie hat einen Plan, Krystina in der Notlage zu helfen. Sie pachtet mit Unterstützung von Tanaka ein Lokal und eröffnet dort mit Krystina als Geschäftspartnerin eine Karaoke-Bar. Zum Schluss sieht man, wie Marie, Krystina, Tanaka und  Freundinnen aus dem Chor in der Karaoke-Bar Irene Caras What a Feelin’ singen.

## Produktion
Der Film wurde vom 9. Juni 2021 bis zum 9. Juli 2021 in Rüdesheim am Rhein und Umgebung gedreht.

## Soundtrack
Für den Soundtrack wurden unter anderem folgende Songs verwendet:
- Irene Cara (What a Feelin’)

## Rezeption

### Kritiken
Die Redaktion des Lexikons des internationalen Films vergibt für den Film insgesamt 3 von 5 Sternen und beschreibt ihn als „[e]ine Komödie über Selbstfindung, Fremde und Heimat, die zwar leicht gestimmt ist, aktuelle gesellschaftliche und persönliche Problemfelder aber nicht ausklammert, sondern klar benennt. Sympathisch und überzeugend stellt der Film die Begegnung mit anderen Kulturen als bereichernde Erfahrung dar“.
Rainer Tittelbach bewertet den Film in seiner Besprechung bei tittelbach.tv mit insgesamt 5 von 6 Sternen.

### Einschaltquote
Der Film wurde bei seiner Erstausstrahlung am 9. Juni 2023 im Ersten von 2,67 Millionen Zuschauer. Dies bedeutete einen Marktanteil von 12,7 % für den Sender.